# Substitutie (psychodiagnostiek)
Substitutie betekent eigenlijk vervanging. Het is een klassiek onderdeel van een intelligentiemeting. Vergelijk het met de WAIS. Deze vorm van meten, de substitutie, wordt ook wel volgens de oorspronkelijke Engelse naam "coding" genoemd.
Een deelnemer krijgt een blad met de cijfers 1-9, in willekeurige volgorde, met onder ieder cijfer een leeg hokje. Bovenaan het blad staat de "sleutel", een ander cijfer onder de cijfers 1-9. Daarna moet de deelnemer onder elk cijfer zo snel mogelijk de passende cijfers invullen. Voor de uitslag telt het aantal juiste cijfers binnen een vooraf vastgestelde tijd, die via een normtabel wordt omgezet in een score.
Deze meting hoort bij de performantieschaal, de score zegt ook er iets over hoe snel iemand kan werken en leren.